# Holmström
Holmström ist ein ursprünglich ortsbezogener schwedischer Familienname, gebildet aus den Elementen holme (dt. „kleine Insel“; vgl. Holm) und ström (dt. „Strom“).

## Namensträger
- Agne Holmström (1893–1949), schwedischer Leichtathlet
- Alexander Ahl Holmström (* 1999), schwedischer Fußballspieler
- Annie Holmström (1880–1953), schwedische Tennisspielerin
- August Holmström (1829–1903), finnischer Goldschmiedemeister
- Bengt Holmström (* 1949), finnischer Ökonom
- Carita Holmström (* 1954), finnische Pianistin, Sängerin und Komponistin
- Gilbert Holmström (* 1937), schwedischer Jazzmusiker
- Hans Olof Holmström (1784–1855), schwedischer lutherischer Geistlicher, Erzbischof von Uppsala
- John Holmström (* ≈1983), schwedischer Jazzmusiker
- Johanna Holmström (* 1981), finnische Journalistin und Schriftstellerin schwedischer Sprache
- Karl Holmström (1925–1974), schwedischer Skispringer
- Pelle Holmström († nach 1923), schwedischer Nordischer Kombinierer
- Per Holmström (1901–1982), schwedischer Schwimmer
- Tomas Holmström (* 1973), schwedischer Eishockeyspieler
- Tora Vega Holmström (1880–1967), schwedische Malerin